# كريستين فولكنر
كريستين فولكنر (بالإنجليزية: Kristen Faulkner)‏ (في 18 ديسمبر 1992-)،، هي رياضية أمريكية في سباقات الدراجات ضمن فريق EF Education–Oatly في الاتحاد الدولي النسائي للدراجات. وهي حاليًا بطلة سباق الطرق الوطنية في الولايات المتحدة، حققت فوزًا بميداليتين ذهبيتين في سباق الطرق الفردي وسباق التتابع على المضمار للسيدات خلال دورة الألعاب الأولمبية في باريس 2024. وبهذا الإنجاز أصبحت فولكنر أول امرأة أمريكية وثالث رياضية نسائية في التاريخ تفوز بميداليتين ذهبيتين في تخصصين مختلفين (الدراجات على الطريق والمضمار) في نفس الألعاب الأولمبية.

## التصنيف
| السنة     | 2020 | 2021 | 2022 | 2023 | 2024 |
| --------- | ---- | ---- | ---- | ---- | ---- |
| تصنيف UCI | 177  | 24   | 26   | 250  | 26   |
| العالم    | 92   | 12   | 25   | 149  | 64   |
|           |      |      |      |      |      |
| مصدر: UCI |      |      |      |      |      |

## سجل الفوز

### سباقات أو مراحل فاز بها
| التاريخ        | السباق                                                                        | المركز                                          |
| -------------- | ----------------------------------------------------------------------------- | ----------------------------------------------- |
| 09 سبتمبر 2020 | تور دي آرديش للسيدات 2020                                                     | العاشر في تصنيف النقاط، الثالث في تصنيف الجبال  |
| 14 مارس 2021   | 2021 GP Oetingen                                                              | الرابع في التصنيف العام                         |
| 28 مارس 2021   | غنت-وفلجم للسيدات 2021                                                        | السابع في التصنيف العام                         |
| 04 أبريل 2021  | طواف فلاندرز للسيدات 2021                                                     | العاشر في التصنيف العام                         |
| 15 أغسطس 2021  | طواف النرويج للسيدات 2021                                                     | المركز الثالث                                   |
| 30 أغسطس 2021  | جي بي دي بلواي 2021                                                           | المركز الثالث                                   |
| 10 مايو 2022   | 2022 Emakumeen Nafarroako Klasikoa                                            | الرابع في التصنيف العام                         |
| 11 مايو 2022   | 2022 Navarre Women's Classic                                                  | المركز الثالث                                   |
| 15 مايو 2022   | دونوستيا سان سيباستيان كلاسيكوا للسيدات 2022                                  | المركز الثالث                                   |
| 11 يونيو 2022  | طواف السيدات 2022                                                             | السابع في التصنيف العام، التاسع في تصنيف الجبال |
| 21 يونيو 2022  | تور دي سويس للسيدات 2022                                                      | المركز الثاني                                   |
| 10 يوليو 2022  | طواف إيطاليا للسيدات 2022                                                     | الفائز في ترتيب التسلق                          |
| 18 سبتمبر 2022 | سباق الزمن للسيدات في بطولة العالم 2022                                       | السادس في التصنيف العام                         |
| 04 مارس 2023   | ستراد بينك للسيدات 2023                                                       | الثالث في التصنيف العام                         |
| 25 فبراير 2024 | 2024 Omloop van het Hageland                                                  | الفائز في التصنيف العام                         |
| 02 مارس 2024   | ستراد بينك للسيدات 2024                                                       | السادس في التصنيف العام                         |
| 09 مارس 2024   | 2024 Trofeo Ponente in Rosa                                                   | المركز الثاني                                   |
| 05 مايو 2024   | سباق سيراتزيت تشالنج للسيدات 2024                                             | السابع في تصنيف النقاط                          |
| 15 مايو 2024   | 2024 United States of America National Road Cycling Championships - Women ITT | المركز الثاني                                   |
| 19 مايو 2024   | 2024 United States of America National Road Cycling Championships - Women RR  | الفائز في التصنيف العام                         |